# Solenopsis latro
Solenopsis latro é uma espécie de formiga do gênero Solenopsis, pertencente à subfamília Myrmicinae.